# 281. Sicherungs-Division (Wehrmacht)
Die 281. Sicherungs-Division beziehungsweise 281. Infanterie-Division war eine deutsche Infanteriedivision im Zweiten Weltkrieg.

## 281. Sicherungs-Division

### Aufstellung
Die Division wurde als 281. Sicherungs-Division am 15. März 1941 auf dem Truppenübungsplatz Groß-Born in Pommern im Wehrkreis II aus Teilen der 207. Infanterie-Division aufgestellt.
Hierbei wurde bei Aufstellung eine spezielle Gliederung für die Aufgabenstellung als rückwärtiger Verband im besetzten Gebiet vorgesehen:
- verst. Infanterie-Regiment 368 mit drei Bataillonen
- Wach-Bataillon 707
- II./Artillerie-Regiment 207 mit 4 bis 6 Batterie
- Landesschützen-Regiment 107 (später als Stab für ein Sicherungs-Regiment herangezogen)
- Sonstige Divisionstruppen 368

Die Aufstellung und Umgliederung der Teilverbände in eine Sicherungs-Division erfolgte von in den Monaten April und Mai 1941.

### Unternehmen Barbarossa
Nach Beginn des Angriffs auf die Sowjetunion im Zuge des Unternehmens Barbarossa im Juni 1941 wurde die 281. Sicherungs-Division während ihrer folgenden Einsatzzeit überwiegend an der Ostfront für Sicherungsaufgaben im rückwärtigen Heeresgebiet eingesetzt. Nach Beginn des Einsatzes in der Sowjetunion im rückwärtigen Heeresgebiet Russland-Nord bei der Heeresgruppe Nord Sicherungsaufgaben wahrgenommen, was auch den Einsatz gegen Partisanen und versprengte Soldaten beinhaltete.
Hierzu wurde der Division das Reserve-Polizei-Bataillon 2 der Ordnungspolizei als ergänzender Verband zugeteilt.
Von Ende November 1941 bis Anfang Dezember 1941 war die Division bei einer Partisanenunternehmung des AOK 16 eingebunden, in welcher, neben dem unterstellten Reserve-Polizei-Bataillon 2, auch durch estnische Einheiten eingesetzt wurden.
Am 1. Dezember 1941 wurden die Divisions-Nachrichten-Abteilung 822 und die Ost-Reiter-Abteilung 281 neu unterstellt.
Die Angriffe der sowjetischen Truppen im Winter 1941/42 führte dazu, dass Truppenteile der Division nunmehr die Fronttruppen verstärken mussten. Der Verband wurde dem XXXIX. (39.) Panzerkorps zugewiesen. Bis zur Einschließung der Stadt Ende Januar 1942 war jedoch nur der Divisionskommandeur Scherer mit seinem Stab in Cholm eingetroffen. Anfang 1942 kämpften unter dem Kommandeur der 281. Sicherungs-Division Generalmajor Theodor Scherer und seinem Divisionsstab im Raum Cholm stehenden sehr verschiedene Verbände, u. a. Teile von Luftwaffen-Feld- und Infanterie-Regimentern, aber auch Marinepersonal und Reservepolizisten, im Kessel von Cholm.  Unter Scherers Kommando konnten die deutschen Verbände trotz geringer Stärke von 3.500 Soldaten, später nach erfolgreichem Durchbruch weiterer Kräfte auf ca. 5.000 Mann angewachsen, und fehlender Artillerie den Kessel drei Monate lang und bei Luftversorgung halten. Anfang Mai 1942 gelang es deutschen Truppen durch einen Entsatzangriff wieder Verbindung mit den im Raum Cholm eingeschlossenen deutschen Truppen aufzunehmen.
Im August 1942 musste die Division ihr verstärktes Infanterie-Regiment 368 an das II. Armeekorps im Raum Demjansk bis Februar 1943 ausleihen. Bei diesem Korps kämpfte das Regiment bis sich Ende 1942 der Kessel von Demjansk bildete. Beim Ausweichen in die Linie Ilmensee-Staraja Russa wurde das Regiment bis Juni 1943 in der Gruppe Höhne dem X. Armeekorps und dem VIII. Armeekorps unterstellt.
Im März 1943 erfolgt kurz die Unterstellung beim XXXVIII. Armeekorps der 18. Armee der Heeresgruppe Nord im Raum Peipussee. Die Division war zwischen April und Juni 1944 der 16. Armee zur Verfügung unterstellt und wurde bei der Heeresgruppe Nord (Raum Polozk) eingesetzt.
In dieser Zeit ist der Verband, wie schon 1941, gemeinsam mit der 207. Sicherungs-Division und der 285. Sicherungs-Division, zur sogenannten Partisanenbekämpfung eingesetzt.
Von August bis Oktober 1944 erfolgte die Unterstellung beim I. Armee-Korps der 16. Armee im gleichen Einsatzraum. Durch die Ausweichbewegung der deutschen Streitkräfte gelangt der Verband in den Raum Riga.
Im Oktober 1944 folgte die Teilnahme an der Schlacht um Riga. Und von November 1944 bis Januar 1945, als die Umwandlung in eine Infanterie-Division veranlasst wird, kämpft der Verband in Kurland.

### Auflösung
Die Auflösung erfolgt am 11. November 1944 in Kurland durch Umbenennung und Umgliederung in 281. Infanterie-Division, die  im XVI. Armeekorps weiterhin der 16. Armee unterstellt blieb.

## 281. Infanterie-Division
Durch die Umbenennung der ehemaligen 281. Sicherungs-Division Anfang November 1944 wurde der Verband nunmehr als Infanteriedivision geführt. Die 281. Infanterie-Division kämpfte u. a. im Kurland-Kessel.
Ende Januar/Anfang Februar 1945 verlegte der Verband auf dem Seeweg zur Heeresgruppe Weichsel und wurde der 11. Armee in Westpreußen unterstellt. Es folgte die Teilnahme am Unternehmen Sonnenwende.
Ab März 1945 kämpfte die Einheit, dann in der 3. Panzerarmee, in Pommern und später an der Oderfront.
Im April 1945 war die Division Teil des XXXII. Armeekorps und wurde während der Stettin-Rostocker Operation im Raum westlich von Stettin von sowjetischen Truppen angegriffen.
Bei Waren an der Westfront verbanden sich die Reste der Division u. a. mit der Infanterie-Division Schlageter.

## Kriegsverbrechen
Zu den Aufgaben als Sicherungsdivision gehörte es eine Vielzahl von verbrecherischen Maßnahmen zur Durchsetzung des Besatzungsregimes auszuführen.
Im Mai 1942 wurden z. B. durch die Division 128 „Zigeuner“ erschossen.
Für 1943 wurden über 2.500 Geld-, fast 900 Haftstrafen und über 500 Zwangsarbeitsstrafen gegen Zivilisten der Division zugeschrieben.
Im Juli 1943 gab der Divisionskommandeur den Befehl, die Zivilbevölkerung zwangsweise für die Minenräumung einzusetzen.

## Kommandeure
- Generalleutnant Friedrich Bayer: von der Aufstellung bis Oktober 1941
- Generalmajor Theodor Scherer: von Oktober 1941 bis Juni 1942
- Generalmajor Wilhelm-Hunold von Stockhausen: von Juni 1942 bis Dezember 1942
- Generalmajor Bruno Scultetus: von Dezember 1942 bis Mai 1943
- Generalleutnant Wilhelm-Hunold von Stockhausen: von Mai 1942 bis Juli 1944
- Generalmajor Bruno Ortner: Juli 1944
- Generalmajor Alois Windisch: von Juli 1944 bis Oktober 1944
- Generalmajor Bruno Ortner: September 1944 bis April 1945, in dieser Funktion wurde er mit dem Deutschen Kreuz in Gold ausgezeichnet
- Oberst Schmidt: von April 1945 bis zur Auflösung

## Gliederung
1942
- verstärktes Infanterie-Regiment 368 (Zusammenfassung des ehemaligen Infanterie-Regiment 368 und aus Teilen des II./Artillerie-Regiment 207 der 207. Infanterie-Division)
- Wach-Bataillon 707
- Landesschützen-Regimentsstab 107
- Divisions-Nachrichten-Abteilung 822
- Divisionseinheiten 368

1944
- Grenadier-Regiment 368 (ehemals Infanterie-Regiment 368)
- Sicherungs-Regiment 107 (ehemals Landesschützen-Regimentsstab 107)
- III./Polizei-Regiment 9
- Ost-Reiter-Abteilung 281
- Panzer-Kompanie 281
- Artillerie-Abteilung 281
- Nachrichten-Abteilung 822
- Divisionseinheiten 368

1945
- Grenadier-Regiment 322 (von der 285. Sicherungs-Division, anstelle des Sicherungs-Regiment 107)
- Grenadier-Regiment 368 (ehemals Infanterie-Regiment 368)
- Grenadier-Regiment 418
- Artillerie-Regiment 281 (aus u. a. Teilen des II./Artillerie-Regiment 207 der 207. Infanterie-Division, Artillerie-Abteilung 281 und Artillerie-Abteilung 285 der 285. Sicherungs-Division gebildet)
- Füsilier-Kompanie 281 (später Füsilier-Bataillon 281)
- Panzerjäger-Kompanie 281 (mit Beutepanzern ausgerüstet)
- Pionier-Bataillon 281
- Feld-Ersatz-Bataillon 281
- Nachrichten-Abteilung 822

## Traditionspflege
Für diese Division existierte nach dem Krieg ein Traditionsverband der 207./281. Infanterie-Division, welche unterschiedliche Veröffentlichungen zur Geschichte der Division herausgab.